# Cavehill
Cavehill (dall'irlandese Binn Uamha), storicamente nota come Ben Madigan (dall'irlandese Binn Mhadagáin), è una collina di basalto che domina la città di Belfast nell'Irlanda del Nord. Fa parte del confine sud-orientale del Plateau Antrim e si distingue per il famoso Napoleon's Nose (Naso di Napoleone), un affioramento di roccia che ricorda il profilo del famoso imperatore Napoleone e si dice che abbia ispirato il famoso romanzo dei Viaggi di Gulliver. Cavehill è anche il nome di un distretto di Belfast.
Da ogni parte di Belfast è possibile vedere questo picco, come anche dall'Isola di Man e dalla Scozia nelle giornate limpide. Come Arthur's Seat ad Edimburgo, si trova a poca distanza dal centro della città.

## Panoramica
Cavehill è alto circa 370 metri sul livello del mare. La maggior parte della parte bassa a est appartiene al Castello di Belfast, che ha come punto focale l'imponente castello baronale scozzese del diciannovesimo secolo. Il castello fu progettato da Charles Lanyon e fu costruito dal Marchese di Donegall nel 1872 all'interno del Deer Park. Le pendici del Cavehill erano originariamente adibite alla coltivazione, ma dal 1880, è stato intrapreso un grande impianto di alberi, producendo il paesaggio ormai familiare di boschi di latifoglie e conifere. La proprietà del Castello di Belfast è stata ceduta alla città di Belfast dall'ottavo Conte di Shaftesbury nel 1934.

### Le caverne
Sono presenti tre larghe caverne. La più bassa è lunga 21 metri e larga 18, con un'altezza che varia dai 7 ai 10 metri. Sopra di questa c'è un'altra caverna; lunga 10 metri, larga 7 e alta 6. Al di sopra si trova la maggiore delle tre, divisa in due parti non uguali, ognuna delle quali è più grande della più grande delle altre due, ma la salita è notoriamente pericolosa, e così i rischi connessi. Queste caverne sono opera dell'uomo e si ipotizza che essi furono inizialmente scavate per estrarre il ferro.
Vicina alla caverna più in basso c'è The Devil's Punchbowl (La coppa del diavolo), alle volte chiamato The Devil's Cauldron (Calderone del diavolo), un sito in cui gli antichi agricoltori celti recintavano il loro bestiame. Si tratta principalmente di una ripida collina, principalmente di rocce e massi, ed è considerata pericolosa per i dilettanti.

### McArt's Fort
Questo forte, in cima alla collina, è un esempio di un vecchio forte ad anello. È protetto da una parte da un precipizio, e dalle altre da un singolo fossato, profondo 10 metri e largo 25; un vallo di grande dimensione. L'area è abbastanza piana. La parte piatta superiore del forte è di 150 metri da nord a sud e 180 metri da est a ovest.
Si ritiene che gli abitanti del forte utilizzassero le grotte per conservare i cibi per l'inverno e può essere servito come rifugio durante i periodi di attacco.

## Storia

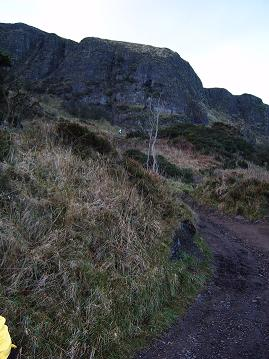
Cavehill dal nord di Belfast

La collina era originariamente nota con il nome gaelico di Beann Mheadagáin o la collina di Madigan, dopo che (Ulster) Madiganil regnò sull'Uladh (Ulaid), dall'838 a.C. all'855 a.C., o il suo successore. L'ultimo nipote del re, Eochaid Mac Ardgal, fu ucciso nella battaglia di Crew Hill nel 1003 - nella quale gli Ulidian furono sconfitti dai loro nemici, i Kinel-Owen -, e da qui deriva il nome del forte. Il quartiere residenziale ai piedi dell'entrata di Cave Hill è noto come Ben Madigan, con nomi delle strade a tema, è una zona di semi-periferia. Il nome 'Ben Madigan' si può trovare legato anche ad edifici, scuolte ecc. ecc. all'interno dell'area.
I due Irlandesi Uniti Theobald Wolfe Tone e Henry Joy McCracken si sarebbero incontrati a Cavehill nel 1795 per prestare giuramento per l'inizio della Rivolta irlandese del 1798. McCracken fu catturato a Cravenhill nel 1798.
La corona di pietra della Giant's Chair del clan O'Neill apparentemente è stato situato sulla sommità del Cavehill fino al 1896 e ha dato il nome al vicino Throne Hospital. Il Trono di Cavehill fu distrutto dai lealisti nel dicembre 1896 dopo un riferimento in un articolo sul giornale nazionalista 'Shan Van Bocht'. Alcune parti del Trono si possono trovare al Museo Ulster.
Durante la seconda guerra mondiale una bomba, caduta troppo presto durante un bombardamento di Belfast da parte dei tedeschi, scoppiò lasciando un grosso cratere vicino al Cestello. È noto che un comando della RAF era situato su Cavehill nei primi anni della seconda guerra mondiale prima di trasferirsi al Castello Archdale a Fermanagh. Quindi la bomba tedesca potrebbe essere stata intenzionale.
Il primo giugno del 1944, un bombardiere americano B-17 si schiantò su Cavehill a causa della fitta nebbia, l'equipaggio di dieci uomini morì all'istante. L'incidente ispirò Richard Attenborough per il film Closing the Ring. Alcune scene del film sono state girate a Cavehill.

## Geologia
La collina deve le sue forme caratteristiche alla lava basaltica del Terziario colata 65 milioni di anni fa. Questo è sottolineato dalla presenza di calcare bianco del Cretaceo - 145 milioni di anni - e sottostante ad esso una formazione del Giurassico - 200 milioni di anni - nota anche come argilla Lias.
Il calcare veniva estratto dai fianchi meridionali durante il periodo vittoriano e trasportato nel porto di Belfast con una ferrovia trainata da cavalli lungo la Limestone Road (Strada del calcare). La ferrovia fu abbandonata durante i primi anni del 1820. Furono costruiti due piccoli borghi - Daddystown e Mammystown - furono costruiti su entrambi i lati della linea ferroviaria agli inizi degli anni 1820 come abitazioni per i lavoratori della cava. Alcune delle strade e dei viali portano il nome 'Waterloo', come riferimento alle loro origini geologiche.

## Turismo e divertimento
Il Cavehill Country Park, lo Zoo di Belfast e il Castello di Belfast sono attrazioni sia per i locali che per i turisti. Nel XVIII secolo il popolo di Belfast accorse lì il lunedì di Pasqua per la festa di Cavehill, vicino ad una sorgente nota come il 'Volunteers' Well'("pozzo dei volontari"). La vetta offre splendide viste sul sud di Belfast e verso i Montagne di Mourne, la Scrabo Tower, e Slieve Croob. In una giornata limpida, verso oriente si può vedere Carrickfergus, il Mull of Galloway in Scozia e l'Isola di Man.